# NGC 6083
NGC 6083 este o liner situată în constelația Hercule. A fost descoperită în 21 iunie 1876 de către Édouard Stephan⁠(d).